# Casazza
Casazza [kaˈzaʦːa] (Casàssa [kaˈzasa , kaˈzaha] in dialetto bergamasco) è un comune italiano di 3 811 abitanti della provincia di Bergamo in Lombardia.
Situato alla destra orografica del fiume Cherio, in val Cavallina, dista circa 24 chilometri ad est dal capoluogo orobico.

## Geografia fisica

### Territorio
Casazza è situato nella parte nord della Val Cavallina, prima di arrivare a Spinone al lago e al lago di Endine, è circondata a sud-est dal monte Pranzà (1095 m) a est dalla val Lujo, mentre ad ovest dal monte Ballerino (1275 m)

## Storia
Il ritrovamento di sepolture di epoca romana permette di stabilire l'esistenza di un Vicus con un'importante strada di collegamento con la val Camonica: questo villaggio romano riemerse durante la costruzione di un supermercato ed è di notevole estensione (1000 m²); il nome del vicus, Cavellas, dà il nome all'intera Val Cavallina.
Documenti risalenti al IX secolo attestano l'esistenza della pieve di Mologno che poneva sotto la sua giurisdizione la parte settentrionale della val Cavallina, e la chiesa parrocchiale di San Lorenzo.
Il nome Mologno altro non è che il nome del borgo, posto in località collinare, da cui si è sviluppato l'attuale paese, che ha assunto la denominazione di Casazza soltanto nel 1927, dopo l'unificazione tra i comuni di Mologno e Molini di Colognola, attuale contrada posta sul colle sull'opposta sponda orografica. L'unificazione si era già verificata nel 1797, in epoca napoleonica, ma era durata soltanto pochi decenni.
È proprio in località Mologno che si possono trovare numerosi resti medievali: tra tutti il castello dei Suardi e l'annessa torre.
Il Castrum de Molonii è posto lungo quella che era la via d'accesso al paese di Borgo di Terzo, oggi completamente abbandonata. Costituito da una semplice cinta muraria, si innestava direttamente nelle pendici del colle. La torre del castello non si presenta con la maestosità che aveva in origine: visibile solo per la parte superiore, fu ridimensionata in altezza quando la famiglia Suardi subì la confisca di tutti i propri beni da parte della Repubblica di Venezia.

### Simboli
Lo stemma e il gonfalone sono stati concessi con decreto del presidente della Repubblica del 27 marzo 1974.
Lo stemma riprende l'antico emblema di Mologno, uno dei due borghi, assieme a Molini di Colognola, uniti nel 1927 a formare l'attuale Comune. Le due fasce cuneate potrebbero alludere ai corsi d'acqua, il Cherio e il Drione, che lambiscono il territorio di Casazza.
Il gonfalone è un drappo troncato di bianco e di rosso.

## Monumenti e luoghi d'interesse
Nel borgo di Colognola vi sono importanti resti medievali: il nucleo abitato risale al XIV secolo, e presenta una torre con l'edificio adibito a residenza dei Suardi.
La chiesa parrocchiale, dedicata a san Lorenzo, è stata edificata nel 1769 dall'architetto Luca Lucchini di Certenago, sulle rovine di un precedente edificio di culto, tuttora esistente con il nome di San Lorenzo Vecchio. All'interno si possono ancora ammirare dipinti di artisti locali, tra cui spicca la pala di Domenico Carpinoni con i Santi Rocco, Antonio abate ed Alessandro).

## Società

### Evoluzione demografica
Abitanti censiti

### Etnie e minoranze straniere
Secondo i dati ISTAT al 31 dicembre 2010 la popolazione straniera residente era di 838 persone. Le nazionalità maggiormente rappresentate in base alla loro percentuale sul totale della popolazione residente erano:
| Paese di provenienza | Abitanti | Percentuale |
| -------------------- | -------- | ----------- |
| Kosovo               | 193      | 4,76%       |
| India                | 169      | 4,17%       |
| Marocco              | 166      | 4,10%       |
| Romania              | 55       | 1,36%       |
| Albania              | 55       | 1,36%       |
| Senegal              | 54       | 1,36%       |

### Enti e associazioni
L'associazione più longeva del paese è il Corpo Musicale di Casazza 1922, banda musicale diretta da Giuseppe Bonandrini.
I Piccoli Musici di Casazza diretti da Mario Mora sono il coro polifonico di voci bianche che ha sede nel territorio comunale e che si è distinto a livello nazionale ed internazionale per i notevoli piazzamenti a concorsi corali. Il coro è ambasciatore culturale dell'Europa per la Federazione dei Cori dell'Unione.

## Cultura

### Eventi
Il 15 settembre 2007 si è svolta la prima edizione della notte bianca a cura della commissione cultura del comune.

## Geografia antropica

### Contrade
Ecco l'elenco completo delle contrade secondo lo statuto comunale:
- Colognola
- Fornaci
- Molini di Colognola
- Mologno
- Pieve
- Drione
- Brione
- Stabolo

## Infrastrutture e trasporti
Fra il 1908 e il 1931 il paese ospitò una fermata lungo la tranvia della val Cavallina.
Nel territorio comunale passa la Strada statale 42 del Tonale e della Mendola.

## Amministrazione
| Periodo        | Periodo        | Primo cittadino       | Partito                           | Carica  | Note   |
| -------------- | -------------- | --------------------- | --------------------------------- | ------- | ------ |
| 12 maggio 1985 | 19 luglio 1990 | Francesco D'Alessio   | Democrazia Cristiana              | Sindaco | [ 13 ] |
| 27 luglio 1990 | 29 giugno 1992 | Pier Giorgio Borra    | Democrazia Cristiana              | Sindaco | [ 13 ] |
| 10 luglio 1992 | 23 aprile 1995 | Mario Attilio Barboni | Democrazia Cristiana              | Sindaco | [ 13 ] |
| 23 aprile 1995 | 13 giugno 1999 | Mario Attilio Barboni | Centro                            | Sindaco | [ 14 ] |
| 13 giugno 1999 | 12 giugno 2004 | Mario Attilio Barboni | Lista civica                      | Sindaco | [ 14 ] |
| 12 giugno 2004 | 7 giugno 2009  | Giacomo Del Bello     | Lista civica                      | Sindaco | [ 14 ] |
| 7 giugno 2009  | 26 maggio 2014 | Giuseppe Facchinetti  | Il Popolo della Libertà-Lega Nord | Sindaco | [ 14 ] |
| 26 maggio 2014 | 27 maggio 2019 | Sergio Zappella       | Lista civica Orizzonte comune     | Sindaco | [ 14 ] |
| 27 maggio 2019 | 10 giugno 2024 | Sergio Zappella       | Lista civica Orizzonte comune     | Sindaco |        |
| 10 giugno 2024 | in carica      | Renato Totis          | Lista civica Orizzonte comune     | Sindaco |        |

## Sport

### Calcio
La principale squadra di calcio del paese è lo Sport Casazza, militante nel campionato di Eccellenza (Girone C Lombardia).